# Licha lineosa
Licha lineosa là một loài bướm đêm trong họ Noctuidae.